# スターオーシャン Till the End of Time
『スターオーシャン Till the End of Time』（スターオーシャン ティル ジ エンド オブ タイム、STAR OCEAN: TILL THE END OF TIME）は、エニックス（現スクウェア・エニックス）が2003年2月27日に発売したPlayStation 2用ゲームソフト。

## 概要
スターオーシャンシリーズのメインタイトル第3作目。略称は「SO3」。当初の発売予定日は2002年11月28日だったが、10月8日に「ソフト品質の一層の向上」を理由として2003年3月期内に延期が発表された。柴田亜美の漫画『ドキばぐ』で本作を取り上げた回では本作の発売が急遽延期になったことから描き直しが間に合わず、最後のページで場面転換して経緯を述べる白黒ページが載っており、この回は単行本でも修正されていない。なお、柴田は後年自身のTwitterで「もしドキばぐで印象に残っている話を聞かれたら、この回を挙げたい」と投稿している。後に最終的な発売日が決定し同日発売に『サクラ大戦 〜熱き血潮に〜』、『真・三國無双3』の発売が決まっており、その結果としてビッグタイトル3本による三つ巴の販売戦争が起き、『真・三國無双3』に抑えられて初登場2位となった。初回生産分はクリアパッケージ仕様で、パッケージ内側には壁紙がダウンロードできる「秘密サイト」のURLが記載されていた。予約特典はストラップ。
本作の発売を記念して、購入者に抽選で「火星の土地」をプレゼントするキャンペーンが実施された。また、2003年7月19日にZepp Tokyoで桜庭統のライブコンサートが行われた。
後に要素を追加した完全版『スターオーシャン Till the End of Time ディレクターズカット』が合併後のスクウェア・エニックスから発売された。2006年7月20日にはディレクターズカット版が「アルティメットヒッツ」として廉価版が発売。
また、前作『スターオーシャン セカンドストーリー』と同様にスクウェア・エニックス発刊の少年漫画雑誌『月刊少年ガンガン』にて、コミカライズ漫画作品『STAR OCEAN Till the End of Time スターオーシャン3』が連載されていた。全7巻が発売。執筆者は神田晶。ラストバトルまで描かれているがゲーム中盤の内容が大幅にカットされており、エリクールでのストーリーが大半を占める。
特定の型番のPS2（SCPH-10000）によってはバグが発生するとされており、原因はSCE提供のライブラリであったとして、SCEが不具合対応を行った。『The 6th CESA GAME AWARDS』FUTURE優秀賞を受賞。
2017年3月31日にダウンロード専用のPS4版HD『ULTIMATE HITS HD スターオーシャン3 ディレクターズカット』が発売された。

## ストーリー
邪悪な十賢者による世界崩壊の危機が12人の英雄の活躍によって阻止されてから約400年。
西暦2858年（宇宙暦772年）。長く続く平穏な時代のなか、科学技術を大いに発展させた銀河連邦は、宇宙において比類なき繁栄を遂げていた。発達した星間航行技術により、銀河の1/3の探査を終え、その領域において圧倒的な支配力を誇っている。それでも銀河連邦は、栄華を極めながらも、さらなる探求を進めていた。
地球人のフェイトは、銀河有数の紋章遺伝子学の権威である両親、幼馴染のソフィアと4人で旅行を満喫するために保養惑星ハイダを訪れていた。興行にきていたサーカス団「ロセッティ一座」の団長の娘、スフレと交流を深めたりと、ゆったりとした時間を過ごしていたが、突然、謎の宇宙艦が出現。ハイダへの攻撃を開始した。両親は周囲の観光客と避難施設へ逃げ込むが、フェイトは度重なる敵の攻撃から逃れた末、たった一人で未開惑星へと降り立つことになった。

## システム

### 戦闘
戦闘は3DCGで描画された平面マップ上でリアルタイムに行われる。
基本動作
攻撃の種類には小攻撃と大攻撃があり、防御であるプロテクトを含めた三動作は、三すくみの関係にある。それぞれGutsという値を必要とする。
小攻撃
動作に隙がないため相手の大攻撃を邪魔できるが、プロテクトには無効化されてしまう。
大攻撃
動作に隙があるため小攻撃などに邪魔されやすいが、プロテクトを破って攻撃できる。
プロテクト
小攻撃を無効化するが、大攻撃には破られる。Gutsが100％の時に発動。
カウンターオーラ
小攻撃をプロテクトで防いだときに発生する。相手を気絶させる、相手にダメージを与え返す、自らのパラメータを回復させる、などの効果をもつ。敵も使用してくる場合がある。
使用できる効果は習得書を入手することで種類が増えていく。
また、敵のレベルがこちらに比べて大分低い場合などに攻撃を受けると、防御姿勢をとってその攻撃を完全に受け流すこともある。ただし、この判定はダメージ量判定より先に行われるため、攻撃を中断させられてしまう場合がある。
パラメータ
キャラクターのパラメータはHP、MP、Gutsの3つである。
HP
体力の値。攻撃を受けると減るが、バトルスキルの使用時にも消費する。この値が0になると戦闘不能状態になる。
MP
精神の値。MPにダメージを与える攻撃を受けたり、紋章術や魔術よりのバトルスキルの使用により減る。この値が0になっても戦闘不能になるのも今作の特徴である。そのため、蘇生効果はHPだけでなくMPも回復するようになっている。
HPが高くてもMPが極端に低い敵などもおり、そういう敵には魔法剣のようなMPダメージを与えられる技が有効となる。
Guts
キャラクターの行動力を表す値で、0から100のパーセンテージで表される。行動を取ることによって消費され、これが0になると一時的に行動が出来なくなってしまうが、停止状態を維持すると自動的に回復する。
Gutsが100%の状態ではプロテクトが発生する。プロテクトを大攻撃でブレイクされると50%減少し、小攻撃をプロテクトされると30%減少する。また、小攻撃をプロテクトすると1%減少する。
バトルスキル
いわゆる必殺技に相当する動作。大攻撃または小攻撃に割り当てて使用するため、基本的にバトルスキルにおいても三すくみの関係は成り立つ。各スキルにはそれぞれCP（キャパシティポイント）が設定されており、その総計が上限を上回らないように割り振らなければならない。CPはレベル15までレベルアップで上昇する。
熟練度という値が設定されており、使用するごとに溜まって行き、特定の値に達するごとにそのスキルの効果が強化される。
通常版とDC版では性能、CPの異なるものもある。また、DC版では大攻撃に設定したスキルの消費HPおよびMPは固定値ではなく総HP・MPに比例して減るようになっている。
能動的に使うバトルスキルの代わりに、通常攻撃にダメージ増加やスタン・クリティカル効果を付与することも可能。この場合、その割り当てにおいてはスキルは使用できない。これらにも熟練度があり、増加ダメージ量や発生確率が増加する。一方、バトルスキルと違ってダメージを発生させないと熟練度は上昇しない。
スキルポイント
レベルが上がるとスキルポイントというものが獲得できる。
これを消費することで、HP・MPの上限値を永続的に増やしたり、CPU操作における近距離・遠距離攻撃を効率的に行ってくれるようにすることができる。各レベルの上限は10。
後2つについては作中の説明が乏しく分かりづらいが、具体的な効果は「どんな攻撃を選択するか」と「近距離と遠距離のどちらで主に戦うか」の2つ。攻撃の威力や消費への影響は一切ない。
前者はレベルが低いと適当な攻撃ばかりをするようになる。とりわけレベル1においては大通常攻撃はまず使ってくれないため、プロテクトに非常に弱い。
後者はどちらか一方にレベルが偏っている場合、その距離での戦闘を率先して行うようになる。そのため、マリアなど距離を取って戦う前提のキャラの近接攻撃を強化してしまうと無闇に突っ込んでいってしまうようになってしまう。
これらの影響はキャラや敵の行動パターン次第で良し悪しであるが、一度上げてしまうと下げることはできないため、慎重に選択する必要がある。
キャンセルボーナス
DC版でのみ発生する。技の途中で別の技を発動させる（キャンセルチェインと呼ぶ）と、ボーナスで技のダメージが大きくなる。最大で元の値の300%まで上昇する。なお、通常版でもキャンセルチェインを行うことはできるが、ボーナスは発生しない。
ヒートアップゲージ
ある程度戦力が劣る状態で戦闘を開始した場合、攻撃ヒット判定ごとにヒートアップゲージが増加する。ゲージの上昇量はレベルや人数などでこちらが不利であるほど初期値が多くなり、時間経過で減少していく。
最大になるとその際に使用した攻撃によって経験値3倍・獲得金額2倍・ドロップ率アップ・戦闘終了時の回復量2倍といった効果が発生する。ボーナスは味方が誰か戦闘不能になる・クリティカルを受ける・逃亡する・ロードするのいずれかの条件を満たすまで、戦闘が終了しても続くようになっている。
途切れることなく戦闘を繰り返すと「チェイン」というカウントが増加していき、5チェインごとに未発生のボーナスがランダムで1つ追加で発生する。チェインはヒートアップゲージの増加量とは無関係で、雑魚相手でもカウントアップする。

### アイテムクリエーション（IC）
シリーズ特有の「アイテムクリエーション」は本作でも健在。シリーズをまたいで登場するアイテムがある。
形態
作成は専用の「ファクトリー」で行う。まず、ペターニという街にある職人ギルドに登録する。その後、各地にあるファクトリーで自由にクリエーションが行えるようになる。
ファクトリーにはそれぞれ初期施設規模が決まっており、ペターニのファクトリーに至っては「ライン（同時にクリエーションできる数）」がゼロとなっている。そこで、施設拡大という工程を踏み、お金を消費して種類やラインを増やすことで各ファクトリーでやれることが増えていく。拡大における上限は、ライン数が3であること以外一切ない。
作中ではファクトリーの紹介がされるだけで細かいやり方や注意点などは一切教えてもらえないため、最初は手探りでやっていかなければならない。
作成したアイテムは特許申請（後述）して、ショップで購入できるようにすることができるが、本作ではプレイヤー以外にもクリエイターが存在しており、そちらとの競争となる。
本作の「タレント」は覚醒するようなものではなく、キャラごとにそれぞれのICにどれほどの適性があるかを示している。また、タレント以外にもキャラごとに作成できるアイテムも異なっており、そのアイテムを作成できるキャラが製作者に1人でもいなければそもそも作成テーブルに載ることはない。
各種情報はメニュー画面から確認可能。なお、プレイ時間に応じて、小芝居が展開される場合がある。
手順
まず有効になっているラインに任意のキャラを配置する（最大3人）。次にTYPEの項目でどのICを行うか、PLANの項目でどのような開発を行うかを選択する。
これら3つが選択された状態でいずれかを変更するとCOSTSという値が変化していく。任意の額で□ボタンを押すことでICが開始される。
本作のICが開始時に決定したアイテム1つを連続して作成していく形となっており、QUALITY（後述）や開発資金が続く限り続行できる。十分だと思ったら任意で終了することができ、その段階までで作成できたアイテムを入手して確定となる。ただし、×ボタンで終了した場合、何も受け取れないので注意。
開始時、パーティメンバーがいる場合に稀にキャラが寝てしまっている時がある。この場合、そのキャラのタレントレベルは0扱いとなってしまう。
開発プラン
PLANの項目では、創作オリジナルとレシピ指定の2つを選ぶことができる。前者は新規開発、後者は改良発展を目的とする。
創作オリジナルは開発コストによって決まるアイテムを開発する。アイテムによって開発できるコストが異なっており、目的のアイテムのコストが分かっている場合はその額が出るまで粘ることになる。開発者のタレントレベルの和から作成アイテムの評価を引いた値＋αが成功率となる。なお、創作オリジナルで開発したアイテムの売値は、基礎コストの倍。そのため、確実に成功するアイテムを大量に作って売りさばくことで金稼ぎができる他、売値からコストを逆算することも可能。
レシピ指定はTYPEに応じた素材を消費し、所有するアイテムのファクター（効果）を改良する。コストは選択したアイテムの改良状態によって増加していく。改良可能なファクターが2つ以上ついている場合、ランダムで複数回開発が行われる（素材消費は1つだけ）。成功率はファクターによる。
TIMEとQUALITY
IC中は常にTIMEとQUALITYという2つのゲージがラインごとに変動していく。
TIMEは一回の開発が完了するまでの時間であり、左から右に向かって伸びていく。これが右端まで到達すると正否判定が行われ、次の開発資金が消費される。成功しているか否かによって担当者の表情が変化する。
QUALITYは開発環境の良しあしを表しているものらしく、継続して開発していると減少していき、それに合わせて成功率も下がっていく。タレントレベルが高いと減りにくくなる。あくまで変動幅が狭くなるだけなので、レベルが低くてもさほど減らない場合もある。
ファクター
アイテムについた効果。装備品の能力上昇以外の全ての効果はファクターとして扱われ、レシピ指定や後述する合成の対象となる。アイテムごとのファクターの上限は8。
ファクターには数字付きでレシピ指定による変化方向の数を表しており、どちらの変化が発生するかはランダム。この数字がないファクターはそもそもレシピ指定の対象外であり、同じ効果でもこの数字の有無に差がある場合がある。
変化の方向性は特定のファクター（多くの場合は同じファクター）が追加されたり、マイナスファクターが消滅したり、別の効果のファクターに変化する。
特許申請
作成したアイテムを特許申請し、流通させることができる。また、フィールドやダンジョンである程度時間経過するとショップで売り出され、いくらかのお金が獲得できる。
特許申請時に対象となるのはそのアイテムが作れるキャラのみである。
特許というが、未契約のクリエイターが作成したアイテムでも作成・売却することは可能。
クリエイター
ストーリーが進むごとにエントリーしてくるフェイト以外にICを試みる人たち。
彼らはリアルタイムに作成を続けるため、プレイヤーは本編を進めるか開発に没頭するかの選択を暗黙の内に迫られる。各地にいるクリエイターを見つけ、契約することで彼らに作成を任せることもできる。
契約には金やアイテムなどを必要とし、容易に契約できないことが多い。エントリーしてからしばらく後にならないと必要なアイテムが入手できないなど、エントリー時期＝契約可能時期という訳ではない。
契約する前のクリエイターに特許申請されたアイテムはプレイヤーが申請した物よりも高価になってしまう。時にはその時点のプレイヤーではどうやっても作れないアイテムを作ってくれる場合もある。
クリエイターはフェイトたちよりもタレントレベルが高かったり作成できないアイテムを作成できたりするが、担当する種類のICしか実行できない。
契約しているか否かに関わらず、ランダムで待機中・実行中が切り替わる。実行中のクリエイターのコストはプレイヤーが持つ形となっており、IC中にランダムで開発資金が勝手に引き落とされる。そのため、迂闊に契約クリエイターを増やすと開発コストが増大してしまう。
種類
料理、錬金、細工、調合、鍛冶、執筆、機械、合成の8種がある。合成を除いて、素材は必要とせず必要なのはお金のみ。
料理
HPやMPを回復するアイテムを作成する。基本的に戦闘中では使用できないので注意が必要。
消耗品なためか総合的に実行難度が低い扱いで、後述する「バニッシュリング」でコンボ数が低いと大体調理素材になる。
錬金
鉱石などを作成する。DC版では後述の合成に使えるファクターが多く追加された。
細工
装飾品などを作成する。
調合
戦闘中に使える回復アイテムを作成する。爆弾・毒薬なども作成可能。
調理同様に素材が低コンボ・店売りで入手できるなどランクが低めの扱いだが、市販品では出せない回復量のアイテムが作成できる。
鍛冶
武器・防具を作成する。
執筆
スキルを覚えられる本を作成する。
機械
敵にダメージを与えるボムなどを作成する。また、マリアの武器であるフェイズガンも作ることができる。
合成
ファクターをもったアイテムを武器に合成し、その武器にファクターを付加する。貴重な「合成素材」を必要とする。また、ファクターの数に比例して必要費用が増大していく。合成できないアイテムもある。
合成されるファクターが複数ある場合は上から順番に付与される形となっており、1つファクターを合成する度に開発費がかかる形となっているが、全てのファクターを合成する必要はない。
攻撃特性だけでなく属性吸収などの防御特性も追加される他、回復アイテムなどの効果は別の特性に置き換わる。
このICのみ対応するクリエイターが存在せず、確実に成功するようになっている。

### プライベートアクション（PA）
シリーズ恒例のPAも多数用意されている。ただし、前作のように特定の操作が必要という訳ではなく、会話の延長として発生する。
PAとは
町に入ると自動で各キャラクターは単独行動をとる。町中にいる彼らに話しかけると通常は普通の会話のみだが、特定の時期に話しかけることで単発で会話の延長としてPAが発生する。
画面が切り替わる場合と切り替わらない場合がある他、時にはメンバーではないただのモブ相手でも発生する場合があるため、ぱっと見ではそうと気づかない可能性もある。
PAが発生すると多くの場合は感情値が変化する。時には会話の途中に選択肢が表示され、選んだ台詞によって展開と感情値の増減が変わる。時には「準備はいいか？」や「よく眠れたか？」といった当たり障りのないやり取りで発生する。
感情度
各キャラクターとフェイトの間で存在する隠しパラメータで、イベントの発生自体やその時の選択肢によって変動する。イベントに直接関係しないキャラクターの値も変動する（パーティにいないメンバーを含む）。

### 辞書
作中に登場した語句の説明を読むことができる。新しい語句が登場するたびに追加されていく。独特な用語の多い本作の世界観を理解するための一助になる。

### バトルコレクション
戦闘中に特定の行動（戦闘回数○○回、△△を□分撃破など）を行うとそれが記録される。達成時の1カットや日付が確認可能。計300個。収集率に応じて特典（高難易度の追加やミュージックモードなど）が得られる。

### 対戦モード
DC版で追加されたシステム。とあるアイテムをある人物に渡すと遊べるようになる。仲間キャラクター10人の中から2人か3人を選び、本編で一度でも戦ったことのある場所の中からフィールドを選ぶ。モードは「1P対2P」、「1P対CPU」、「1P対2P対CPU」、「1P対CPU対CPU」の4種類。バトルスキルは、各キャラクターで用意された3通りの中から選ぶ形式であるため、自分で設定することはできない。初めは6人（フェイト、ソフィア、クリフ、マリア、ネル、ロジャー）の1Pカラーと2Pカラーしか選べないが、ダンジョンでカードを入手することで、選べるキャラクターやカラー（フェイトとソフィアのみ6P、他のキャラクターは4Pまで）が増えていく。PS4ではカードおよびバトルステージのコンプリートはトロフィーの条件となっている。

### コンプリートボーナス
町を除くほとんどのマップでは、画面右下に踏破率が表示されている。これが99％になるとマップコンプリートとされ、貴重なバーニィ人形が入手できる。
人形は1/144、1/60、1/1の3種類あり、踏破難度によってサイズが大きくなっていく。1/1以外の2種はそれぞれ1つでも持っていれば全員の移動速度が上昇するが、1/1は逆に移動力が50%ダウンしてしまう事実上の換金アイテム。同種が2個以上あっても効果は重複しない。
後述するバニッシュリングが不要なフィールドマップでは1/144が、リングが必要なダンジョンマップでは1/60が、ダンジョンの中でも複雑・広大なものでは1/1が入手できる。

### バニッシュリング
中盤に入手できるアイテム。エリクール2号星のほとんどのダンジョンなどに存在している、邪魔な岩などを除去できる。このアイテムの入手以前にも限られた対象のみを除去できるバニッシュハンマー・バニッシュボムなども登場し、使用方法は概ね共通。
ダンジョンで□ボタンを押すと使用モードに入り、除去可能な対象の近くに行くと緑の立方体が表示されるので、○ボタンを押すことでその対象を除去できる。使用モードの間は○ボタンはこの機能しか持たないため、宝箱などを調べる際は解除しなければならない。
除去すると残りの部分が崩落し、除去扱いとなる。この際、崩落するパーツに接触してしまうと失敗となり、除去状態がリセットされてしまう。部屋から出て何エリアか離れた場合でもリセットされる。
物体を除去すると宝石が出現し、左上にゲージが表示される。このゲージが尽きる前に次々に除去していくとコンボが繋がり、ゲージが尽きた時にコンボ数に応じてレシピ指定用の素材がランダムで入手できる。ただし、部屋から出て部屋に入り直すとコンボは中断されてしまう。
リングには使用回数があり、除去する度に減少していく。使用回数が尽きても除去はできるが宝石が出現しなくなる。回数は町の宿屋などにいるのぼりを掲げた小柄なキャラに話しかけて回復する必要がある。
ハンマー・ボムは消耗品で使い切るとくれた人に話しかけて補充する必要がある・除去したパーツは復活しない・宝石やゲージといった機能が存在しない、という簡易バージョンとなっている。

### ジェミティ
終盤で訪れる街にあるアミューズメントパーク。バーニィレースや闘技場、バトルチェス（チェス要素を持ったじゃんけん）などが楽しめる。それぞれ非常に貴重なアイテムを入手することができ、PS4版ではそれぞれトロフィーの獲得条件となっている。また、強力な回復アイテムが買える。

## 登場人物

### メインキャラクター
名称はいずれもデフォルト名であり、変更可能。
フェイト・ラインゴッド
声 - 保志総一朗
種族 - 地球人
武器 - 片手剣
男性 / 生年月日 - 宇宙歴753年12月26日 / 身長 - 177cm / 体重 - 67kg
本作の主人公。地球生まれのヒューマン。バークタイン科学大学に通っており、専攻は紋章科学科。学問に通じるほか、スポーツも得意であり、ユニバーサル・バスケの地球大会では優秀選手となる（ポジションはポイントガード）。自身の父であるロキシとソフィアの父であるクライブは同じ研究の同胞であったため、ラインゴッド家とエスティード家は親身な交際を続けている。戦闘スタイルは趣味のファイトシミュレーターで鍛えられた我流剣技（開発者曰く、普通の剣士にはしたくなかったという）。他のキャラに比べ移動速度が速く、DEFが高めに設定されている。その他、自分の武器に属性を付与したり、DC版では攻撃用の紋章術も習得する。
善良で他人を配慮する事もあるが、平時は自分のやりたいことだけをやるなど気楽な一面もある。年上の女性に対して礼儀正しいが、幼馴染であるソフィアや、クリフやアルベルのような男性陣には少しくだけた態度になる。
破壊の力「ディストラクション」の力を持つ。
漫画『STAR OCEAN Till the End of Time スターオーシャン3』では、クリフに助けられることが多く弟分兼相棒という関係が強調されているほか、衣装も少しアレンジされている。またソフィアを思う余りコメディパートでは暴走することもあり、彼女と瓜二つだったアミーナがソフィアではないかと考え、「本当にソフィアならネコ柄のパンツをはいているはず」とアミーナのスカートをめくってしまい、その後に変態扱いされてウェルチに殴られた。さらにその後、アミーナ宅にクリフ、ネルと一緒に忍び込んでギャグキャラに徹し、ネルからクリフと一緒に叩きのめされた。
ソフィア・エスティード
声 - 榎本温子
種族 - 地球人
武器 - 杖
女性 / 生年月日 - 宇宙歴755年3月3日 / 身長 - 160cm / 体重 - 49kg
地球生まれのヒューマンで、バークタイン高校に通っており、専攻は時空。両親は時空学の権威であるクライブと外科医であるキョウコ。温和な性格で、この時代には珍しく、裁縫、掃除、料理などの家事全般が得意である。フェイトに好意を抱いているが、お互いの両親が共働きだったフェイトの身の回りの世話や家事をしてきたこともあり、フェイト側からの恋愛感情は薄く、妹のようにしか思われていないことはソフィア自身の悩みの種でもある。エンディングでも、他の女性キャラと違って恋人となったと思える内容とはなっていない。
主に紋章術を使って戦う。遺伝子に紋章が刻まれており、身体に紋章を刻まなくとも紋章術を使用可能。戦闘とは無縁の生活をしていたため、加入時のレベルは1と非常に扱いづらい。ただし、バトルコレクションの「戦闘メンバー全員レベル1でラスボス撃破」を達成するためには必須戦力である。紋章術を得意とし、HPが低いため接近戦には向いていない。しかしMPダメージを伴う大攻撃は、装備と相手次第ではかなり便利なスペックを持つ。
空間と空間を繋ぐ力「コネクション」を持つ。
猫が好きで、猫柄のストッキングを穿いており、杖にも猫のキーホルダーをつけている。
漫画『STAR OCEAN Till the End of Time スターオーシャン3』では、序盤から登場するが行方不明になっている期間が長いため再登場するのは後半からである。最終決戦のメンバーに加わり、フェイト達と戦った。
マリア・トレイター
声 - 根谷美智子
種族 - 地球人
武器 - フェイズガン
女性 / 生年月日 - 宇宙歴753年11月19日 / 身長 - 168cm / 体重 - 47kg
反銀河連邦の私設軍隊「クォーク」のリーダー。聡明な頭脳に冷静な判断力を併せ持つ才女。銀河連邦軍の軍人である父のディックはアールディオンの攻撃に巻き込まれて戦死、母のジェシーから実の娘ではないことを明かした後にマリアを逃がして死亡した。その後は脱出ポッドで遭難していたところを当時のクォークのリーダーを務めていたクリフに助けられて組織へ加入する。当初はクリフがリーダーを務めていたが、クォークが銀河連邦の罠にかかった際にアルティネイションの能力に目覚め、危機を脱したことからマリアにリーダーの座が渡った。ラインゴッド夫妻、そして紋章遺伝の計画を知り、フェイトにコンタクトを取ろうとクリフを派遣する。料理下手だが、クリエイターでは家庭主婦程度の腕はあるという。戦闘ではフェイズガンによる遠距離攻撃を主とし、足技による近接攻撃も強力だが、全キャラ中最もHPが低く移動速度も遅いという短所もある。DC版では補助的な紋章術も習得する。
フェイトの父親であるロキシが残したメッセージにおいて「私の子供たち」の片割れということになっているが、双子であるのかは不明。少なくとも当人同士は恋愛忌避の意識はなく、普通に恋人となる。後に『SOA』のイベント上にて、「フェイトと親が同じ研究者である」ということが確定しており、上記の通り生年月日が一ヶ月ずれている。
物質の性質を改変する能力「アルティネイション」を持つ。
漫画『STAR OCEAN Till the End of Time スターオーシャン3』では、物語中盤から登場。フェイトと対立することもあったが仲間として受け入れられていき険悪なムードは薄れていった。また、作者のオリジナルキャラクターも銃使いのため対決し掛けたがフェイトたちの騒動により未遂に終わる。最終決戦のメンバーに加わり、フェイトたちと戦った。
クリフ・フィッター
声 - 東地宏樹
種族 - クラウストロ人
武器 - ガントレット
男性 / 生年月日 - 宇宙歴736年4月12日 / 身長 - 196cm / 体重 - 96kg
いつも飄々としているフェイトの兄貴分であり、身体能力がヒューマンの数倍と言われるクラウストロ人。豪快、大雑把、そして落ち着きが無い。だが、その一方でよく言えば現実的、悪く言えば冷酷な一面も持つ。銀河連邦によって無理やり従わされる中小惑星の現状を悲観し、惑星間の仲介人として惑星の独立を手助けする反銀河連邦の私設軍隊「クォーク」を設立して、その総司令官となるも、現在はマリアにリーダーの座を受け渡している。ボクサーのような戦闘を行う。サウスポー。HPが高いがMPが非常に低く、MPダメージを放ってくる敵には注意が必要。
フェイトと接触時、マリアと比べて「やっぱり性格が似ている」と評しているが、彼女の父親の件を知っているかは不明。
漫画『STAR OCEAN Till the End of Time スターオーシャン3』では、主にボケや色好きな面を強く見せることが多く、ネルとの絡みも多数（主に突っ込みで殴られている）。活躍の機会も多くフェイトやロジャーのよき兄貴分として強調されている。また、アルベルとは好敵手となっており、初見の際は実力差に敗北したものの終盤では一騎討ちにて勝利した。クリフも重傷を負ったがタイネープに肩を貸され戦場を後にした。最終話では政治家となりミラージュから「この宇宙になくてはならない人」と言われ、かつての仲間たちを集めてパーティを開いていた。
ネル・ゼルファー
声 - 浅川悠
種族 - エリクール人
武器 - 短剣
女性 / 生年月日 - 宇宙歴749年9月22日 / 身長 - 171cm / 体重 - 51kg
エリクール2号星にあるシーハーツ王国の女王直属の隠密「クリムゾン・ブレイド」の1人にして封魔師団「闇」の団長。クールな物腰と清廉実直、情と信義を重んじるため、部下の信頼も厚い。思い込みが激しく、任務に忠実であろうとしようとするあまり、視野狭窄に陥ることもしばしば。父は「水霧の将軍」と謳われた先代のクリムゾン・ブレイドだったネーベルである。光牙師団「光」団長にして同じクリムゾン・ブレイドのクレアとは幼い頃からの親友。なお、王都シランドの北東にある、門の閉じられた大きな屋敷は彼女の実家である。
戦闘スタイルはいわゆる軽戦士系である。移動速度が速く、バトルスキルのバリエーションも豊富。一方でダメージを受けた際の行動不能時間が長く、敵に囲まれるとハメられてしまうことも多い。DC版では攻撃と回復の紋章術を習得するため、貴重な戦力となる。
漫画『STAR OCEAN Till the End of Time スターオーシャン3』では、クリフに対する突込み（殴る・蹴る）が多く、ゲーム以上に気の強さが強調されている。クリフの後に加入するため出番が多い。コメディパートではクリフだけではなく巻き添えでフェイトまで叩きのめしたりすることも。最終話ではクリフにメイド服を着せられたが、騙された事に気付いた後は怒っていた。劇中でクリフから「スカートから見えるのはパンツなのか？」と聞かれたり、原作でもかなりの頻度で黒下着が見えるが、アナムネシスのコラムにてレオタードであることが判明した。
アルベル・ノックス
声 - 千葉一伸
種族 - エリクール人
武器 - 刀
男性 / 生年月日 - 宇宙歴748年12月31日 / 身長 - 185cm / 体重 - 64kg
エリクール2号星にあるアーリグリフ王国の重騎士団「漆黒」を率いる男性。通称「歪（いがみ）のアルベル」。口が悪く、傲慢にして無頼。力こそ正義と頼む信条の持ち主。左手の手甲は、幼い頃「焔の継承」の儀式に失敗した際に負った火傷を隠すためのもの。エダール剣技を使い、我流のフェイトとは対照的に正統派の剣士である。父は元・飛竜兵団「疾風」団長のグラオ。「クソ虫」「阿呆」「偉い奴が強いんじゃねぇ、強い奴が偉いんだ」などのセリフがあり、常に俺様調であるが、自身の信じる「強さ」を模索して努力を欠かさない人物でもある。公式ファン投票では1位に輝いた。装備できる武器一覧は主に義手だが、戦闘では刀を使う。クセが強いものの強力なバトルスキル、カウンター、乱打攻撃など多彩な動きが可能。
終盤にて激戦に備えて、かつて父親が振るい、今は封印されている魔剣クリムゾン・ヘイトの試練に挑む。憎しみを力に変え、不適格者は心身を破壊されてしまう魔剣に対し、己の無力を憎むという正しい憎しみを示したことで父に次ぐ魔剣の所有者となることになる。
漫画『STAR OCEAN Till the End of Time スターオーシャン3』では、特にクリフを強くライバル視しており、初見の際は圧倒したがその後の一騎討ちでは互角の死闘を繰り広げ、クリフに倒された。以後はクリフをライバルと見なし、終盤にてクロセルと戦うフェイトたちに加勢する。クロセルにクリムゾン・ヘイトを従えさせた力を示したことで彼を改心させ、そのままフェイトたちの仲間となった。クリフからは「しつこい男は女に嫌われるぜ？」とコメントされている。
ロジャー・S・ハクスリー
声 - まるたまり
種族 - メノディクス
武器 - 斧
男性 / 生年月日 - 宇宙歴760年11月15日 / 身長 - 85cm / 体重 - 30kg
エリクール2号星にあるサンマイト共和国のサーフェリオに住んでおり、狸を始祖とする種族「メノディクス」の少年。ライバルのルシオ一味と男勝負中、盗賊団月影に捕獲されてしまう。その際、フェイトらに助けられたことをきっかけに同行する。口が達者で、よくクリフをコケにしては喧嘩になる。一方でネルのことを「おねいさま」と呼び慕うなど、年上の女性には弱いようである。見かけによらずHPがクリフと並んで高く、使用できるスキルには一風変わったものが多い。一度も彼と出会うことなく、エンディングを迎える事は可能。その場合にエンディングで特殊なイベントが発生する。
漫画『STAR OCEAN Till the End of Time スターオーシャン3』では、ネルに対する行為が強調されているが基本的にまったく相手にされていない。一行がピンチになった時は怯えて何も出来ずにいたが、クリフから「自分より弱いヤツとしか戦えないのはただのクズだ」と励まされ、フェイトたちの窮地を救うべく奮闘した。以後はそのまま一行に加わった。
スフレ・ロセッティ
声 - 倉田雅世
種族 - ベルベイズ人
武器 - 靴
女性 / 生年月日 - 宇宙歴758年10月26日 / 身長 - 132cm / 体重 - 36kg
宇宙を巡るサーカス団・ロセッティ一座に所属する踊り娘で、一座のマスコット的な存在である。身の軽いベルベイズ人。非常に快活な性格で、誰にでも「ちゃん」付けをする癖がある。序盤のイベントでフェイトを自分のファンだと思い、彼の服の後ろに自分のサインを書いた。銀河連邦軍の提督ヴィスコムがサーカス一座の名踊り子だったエレインに産ませた私生児だが、ヴィスコムの提督としての名声が流浪のサーカスの一踊り子と関係を結んだ事によって傷つく事を恐れ、本人にも父の正体は秘密にされている。母と死別した後はエレインの兄である団長のタルトレットと妻である歌姫のパンナコッタに引き取られて養子となる。
戦闘タイプはダンスと一風変わっており、その奇抜さからトリッキーな動きで敵をかく乱する。サーカス団らしく身軽な戦いを得意とし、高難易度時の最序盤においては彼女の身軽さが肝となる。
漫画『STAR OCEAN Till the End of Time スターオーシャン3』では、ほとんど出番がなく序盤と終盤に少しだけ登場する。事情は分からないと述べた上で一行に協力する。
ミラージュ・コースト
声 - 篠原恵美
種族 - クラウストロ人
武器 - ガントレット
女性 / 生年月日 - 宇宙歴745年10月2日 / 身長 - 181cm / 体重 - 53kg
反銀河連邦軍事組織クォークの創設メンバーであり、クリフのよきパートナーでもあるクラウストロ人。凛とした美人で、クリフとは恋人というよりは、もはや熟練の夫婦といったような雰囲気さえ持ち合わせており、互いの短所長所をカバーしあっている。熱くなりやすいクリフをフォローするのも得意であり、クリフも彼女には頭が上がらないでいる。実家の神宮流道場でクリフと共に体術を学ぶ。クリフとの手合わせは982勝11敗43分。この数値から見ても分かる通り、クリフ以上の強さを誇っている。マリアに格闘技を教えたのは彼女であり、共通する使いやすい足技を多数持つ。
無印版では加入しないが、DC版ではイベントを経た後に加入する。キックボクサーのような戦闘スタイルで、通常攻撃と必殺技共に足技が目立つ。エンディングにおいては違う惑星に行く様子がある。
漫画『STAR OCEAN Till the End of Time スターオーシャン3』では、最終話にて政治家となったクリフの秘書や補佐の位置付けとなった
アドレー・ラーズバード
声 - 石塚運昇
種族 - エリクール人
武器 - 刀
男性 / 生年月日 - 宇宙歴714年1月21日 / 身長 - 188cm / 体重 - 100kg
DC版に登場する新キャラクター。「クリムゾン・ブレイド」のクレアの父にして、先代のクリムゾン・ブレイド。猪突猛進で豪快な性格、何事も真正面から挑む武人。ただし、娘の日記の鍵を破壊してまで見ようとするなど、デリカシーはない。アーリグリフ飛竜兵団「疾風」団長・ヴォックス公爵とは因縁の関係。洋上を三日間泳いだり、素手で巨大鮫と戦ったり、やることが人間離れしている。娘にはめっぽう弱い。
筋肉質の外見に反して紋章術を得意とし、SO2に登場する敵キャラであるミカエルのスピキュールも習得する。攻撃力も高めに設定されているが動きは散漫。装備できる武器は刀。ただし、純粋にマジックアイテムとして使っているようで、抜刀はしない。
彼とのエンディングにおいてはクレアと二人っきりでいることがあるフェイトを婿候補としており、くっ付くように接している。
漫画『STAR OCEAN Till the End of Time スターオーシャン3』にも登場するがストーリー中の出番はほとんどなく、終盤ではクロセルとの戦闘により深手を負ってしまう。

### サブキャラクター
クレア・ラーズバード
声 - 吉住梢
種族 - エリクール人
武器 - 短剣
女性 / 生年月日 - 宇宙歴750年3月20日 / 身長 - 不明 / 体重 - 不明
ネルの昔馴染みであり、シーハート27世直属近衛部隊である施術部隊の隊長、またネルと同じく「クリムゾン・ブレイド」である。性格はおしとやかで対等な立場での議論を重んじる。
漫画『STAR OCEAN Till the End of Time スターオーシャン3』では、周囲の目もどこ吹く風でネルと抱き合い男性陣を赤面させていた。
ロキシ・ラインゴッド
声 - 金尾哲夫
フェイトの父親。紋章遺伝学の宇宙的権威であり、妻のリョウコとクライブの三人で研究している。「ラインゴッド博士」と呼ばれている。家族で保養惑星ハイダに訪れていたが、妻と一緒にバンデーン軍に拉致されてしまう。その後はある惑星でフェイトと再会するもののビウィグの襲撃から庇って死亡する。
実は銀河連邦で禁止されていた遺伝子操作による生物兵器の研究に手を出していたらしく、息子であるフェイトやマリアなどの実験体を完成させている。
リョウコ・ラインゴッド
声 - 深水由美
フェイトの母親。優秀な研究者だが、結婚した後は夫のロキシをサポートしている。夫と一緒にバンデーン軍に拉致されてしまうが、後に銀河連邦に保護されて惑星ロークに避難する。
フェイトが幼い頃から一緒にいることはあんまりなかったらしく、一人暮らしをしていることに心配していた。彼の幼馴染であるソフィアのことは娘のように可愛がっている。
ヴィスコム
声 - 宗矢樹頼
戦艦アクアエリーで幾度となく勝利を収めた連邦の英雄であり、現在はバンデーン方面司令官を務めている。ムーンベースから惑星ストリームに渡ってフェイトたちを支援している。
ノキア
声 -  瀧本富士子
ヴァンガード3号星にあるウィプル村に住む少年。ノートンに両親を殺されており、妹のミナと二人で暮らしている。善良な性格で、道で倒れていたフェイトを看病した。
漫画『STAR OCEAN Till the End of Time スターオーシャン3』では、ゲームと違い、フェイトをノートンの仲間だったと誤解するが彼が立ち去った後に誤解は解け、フェイトに感謝して見送った。
ミナ
声 - 半場友恵
ヴァンガード3号星にあるウィプル村に住む少女。ノキアの妹。村の入り口で倒れたフェイトを発見し介抱した。
ノートン
声 - 大川透
レゼルブ人の重犯罪者。監獄惑星への護送途中にヴァンガード3号星に不時着した。護送船のクルーを殺害した後、ウィプル村近隣の遺跡にアジトを作り、村からの略奪や村民の殺害などの残虐行為を行っていた。
ノキアが話す「手から光を放ち人々を消し去ってしまう」というのは彼の持つフェイズガンのことである。戦闘でもフェイズガンを使い、HPが減ってくると連射するようになる。
クリア後のスフィア211にも登場するが、フェイトは彼のことをすっかり忘れている。
漫画『STAR OCEAN Till the End of Time スターオーシャン3』では、フェイトを追い詰めるも駆けつけたクリフによってあっさり倒された。
バスター、マカフィー、テペキー
ノートンの子分としてフェイトの前に立ちはだかる3人組。ウィプル村の若者の中には彼らのように村での生活に嫌気が差してノートンの元に行くという例が少なくないという。
1対3で戦闘を行うことになるが、攻撃方法などは道中の雑魚敵チンケシーフと同じなために苦戦することはほとんどない。
漫画『STAR OCEAN Till the End of Time スターオーシャン3』では、作者のお気に入りとして容姿や性格に大幅な改変が施されて登場しており、巻末のオマケではゲーム同様の容姿に戻る演出となっている。コミックス2巻の巻末にてDC版の宣伝役も務めている。
シーハート27世 / ロメリア・ジン・エミュリール
声 - 鈴鹿千春
エリクール2号星にある聖王国シーハーツの女王。アペリス教の聖女であり、遺伝子に刻まれている紋章力が最も強く顕現している女性のこと。シーハーツ王家の人間がいかにアペリスの血が濃くとも、女王が聖女を兼任することは稀で、数百年におよぶシーハーツの歴史の中で兼任したのは彼女が3人目となる。
本名は「ロメリア・ジン・エミュリール」。アーリグリフ13世とは若いころに親しい関係にあったらしく、本名で呼び合う。
漫画『STAR OCEAN Till the End of Time スターオーシャン3』では、出番は少ないものの態度の悪いクリフを前にしても客人として扱ったり、アーリグリフとの和平に納得がいかないネルを説得するなど心優しい女性として描かれている。
ラッセル
声 - 森田順平
シーハーツ27世の側近を務める男性の執行官。アドレーとは知り合いであり、時には彼といがみ合うこともある。
タイネーブ
声 - 瀧本富士子
種族 - エリクール人
武器 - ナックル
女性 / 生年月日 - 宇宙歴754年6月21日 / 身長 - 不明 / 体重 - 不明
ネルの部下であり、封魔師団『闇』の二級構成員。ネルの影武者を務めることがある。武術は全て独学であり、一種の天才である。前半では囚われたりアルベルに一蹴されてしまうシーンもあるが、後半でエクスキューショナーと交戦して「キリがない」とぼやきつつ生き延びている。
漫画『STAR OCEAN Till the End of Time スターオーシャン3』では、出番が増え、特にクリフとの絡みが多く展開された。前述のクリフ対アルベルの一騎討ちにも自分からその場に残り、負傷したクリフに肩を貸した。巻末の番外編では男装してネルの素行調査を行うという任務に就き、危うくネルに手を出しかけたが実はタイネーブの適性を確認するためのものだったことが判明し、ネルから「私が本当にスパイだったらどうする」と懐柔されかけた罰としてお仕置きを受けた。
ファリン
声 - 半場友恵
種族 - エリクール人
武器 - 片手剣
女性 / 生年月日 - 宇宙歴754年12月21日 / 身長 - 不明 / 体重 - 不明
ネルの部下であり、封魔師団『闇』の二級構成員。料理の腕はプロ級とのこと。指揮能力に優れ、のんびりな口調や性格とは裏腹に有能な人材である。軍正規の訓練を受けているため、実はタイネーブよりも給料はやや高い。
エレナ・フライヤ
施術開発部部長である女性。この時代の人間とは思えないような奇抜な発想の持ち主だが、部屋がとても汚く、のんびり、うっかり、ちゃっかりの3拍子が見事に揃っている。以前はアーリグリフ13世と親密な仲であったが、戦争に対する自責の念と自分が持つ特殊な体質を考え、その想いを断ち切っている。
漫画『STAR OCEAN Till the End of Time スターオーシャン3』では、ラストバトル後にフェイトに語り掛け、壊れてしまった世界を再構築するアドバイスを行うなど謎の存在として描かれている。
ディオン・ランダース
声 - 川中子雅人
施術開発部主任である男性。エレナの助手として働く若者。新型施術兵器「サンダーアロー」の開発に携わる。
また、私生活のだらしないエレナの身の周りの世話もしている苦労人でもある。
アーリグリフ13世 / アルゼイ・バーンレイド
声 - 藤原啓治
エリクール2号星にある軍事国家アーリグリフの国王。作物の育たない寒冷地において国民の生活水準の向上を第一に考えており、シーハーツとの戦争もそれゆえのもの。私室は王族とは思えないほど質素である。金に汚い貴族達を後盾に利用し王位に就いた後は、その貴族達を追放している。
本名は「アルゼイ・バーンレイド」。シーハーツに留学していた時期があり、その頃にシーハート27世やエレナと交流があった。特にエレナとは親密な仲であり、未だ想いを断ち切れていない節がある。
PAを進めると、エレナとの関係を進めようと試みるも、両想いと思しき様子ながら戦争の責任を取って結ばれる気のない彼女との関係に区切りをつけ、留学時代から自分に恋心を抱いていた司祭の娘と婚約することになる。
漫画『STAR OCEAN Till the End of Time スターオーシャン3』では、序盤に少し登場しただけで以降の出番はほとんどない。
ウォルター
声 - 茶風林
カルサアを治める領主であり、アーリグリフの風雷の団長。アーリグリフ13世に最も古くから仕えている忠臣である。アルベルを幼少期から知る人物でアルベルも彼には頭が上がらない。ネルの父親の死に関わっている。
漫画『STAR OCEAN Till the End of Time スターオーシャン3』では、ほとんど出番がなかった。
ヴォックス・バーンレイド
声 - 大木民夫
アーリグリフ13世の叔父であり、侯爵の爵位を得ている。アーリグリフの強襲空兵隊疾風の団長。戦好きであり、アーリグリフとシーハーツ間での戦争を王に進言したのは彼である。「テンペスト」という巨大な龍を従えているので実力はかなり高い。
最終的に死亡するが、クリア後のアナザーダンジョンでレナスの力により復活した「本気ヴォックス」として真の実力で戦いを挑んでくる。
アーリグリフ王いわく、グラオの遺した魔剣の試練に挑んだものの失敗し、現在のような性格になってしまったらしい。それ以前の性格は不明。
漫画『STAR OCEAN Till the End of Time スターオーシャン3』では、フェイトの考案した新兵器により負傷するが、死力を尽くしてネルらに特攻を仕掛けるも戦場に駆けつけたクリフの一撃により戦闘不能となった。その後は戦場に横槍を入れたバンデーンの攻撃に巻き込まれ死亡した。
デメトリオ
声 - 堀川りょう
アーリグリフの疾風の副団長。団長であるヴォックスに絶対の忠誠を持っており、彼の補佐はもちろんのこと、裏の任務として非戦闘員や捕虜の抹殺も行っている。
シュワイマー
アーリグリフの疾風の団員。ヴォックス同様、対シーハーツにおける強硬派であり、物語中盤で両国が停戦、和平への道を歩もうとしたことを良く思わず、シーハート27世への襲撃を行う。
シェルビー
声 - 江川央生
アーリグリフの漆黒の副団長。団長であるアルベルのことが気に入らず、いずれ漆黒の団長になろうと目論んでいる。
ヴォックス同様に死亡するが、クリア後のアナザーダンジョンでレナスの力により「復讐に燃えるシェルビー」として復活する。
漫画『STAR OCEAN Till the End of Time スターオーシャン3』では、修練場の屋上でフェイトと戦うが攻撃を凌がれ、「油断ならない」と判断した直後にネルから不意を突かれ刺殺された。
ウェルチ・ビンヤード
声 - 半場友恵
種族 - 不明
武器 - 指差し棒
女性 / 生年月日 - 宇宙歴754年4月1日 / 身長 - 157cm / 体重 - 45kg
エリクール2号星のゲート大陸にあるペターニに本拠地を置く「職人ギルド」の受け付け兼ナビゲータ兼連絡係その他を兼ねる女性。頭良し、器量良し、良い性格と3拍子揃った働き娘で職人ギルドを束ねているギルドマスターですらも彼女に頭が上がらない。
本作以降のシリーズには毎回登場しており、リメイク版も併せればシリーズ全てのパーティ一行と面識があることになる。
ラドル・クリスチン
声 - 鈴木千尋（DC版のみ）
ルミナと一緒に行動する商人の青年。本シリーズではお馴染みの迷い人。店を開くためにカルサアを目指すが、極度の方向音痴のため、目的の場所までたどり着かない。各所でイベントを計3回発生させ、正しい方向に導くと開店する。
ルミナ・G・ドギー
声 - 吉住梢（DC版のみ）
ラドルと一緒に行動する行商人の少女。子供ながらも、少々強引な売り方をする。
リアリストで遠慮がなく、フェイトと一緒の道を歩けず家族の所在も不明となってしまったソフィアにきつい正論を浴びせてしまう。結果、普段は温厚なラドルに本気でいさめられることとなる。
アミーナ・レッフェルド
声 - 榎本温子
交易都市ペターニに住む少女。容姿から声までソフィアに非常に良く似ており、幼馴染であるフェイトですら本人ではないかと思ったほど。
戦争で両親を亡くしており、自宅で栽培した花を売り生計を立てている。出会った当初からせき込むなどの身体が弱い描写があるが、後に肺に重い病気を患っていることが判明する。また、戦争で離ればなれになった幼馴染がいる。
彼女との出会いがフェイトに大きな決意をさせることになる。
クロセル
声 - 大友龍三郎
ウルザ溶岩洞に住む侯爵（マーカス）級エアードラゴン。年齢は700年を数え、エアードラゴンの王とまで呼ばれている。
クリア後のアナザーダンジョンでは「激昂のクロセル」として登場するが、彼がどうやってそこに現れたかは不明である。
リーベル
声 - 鈴木千尋
クォークの構成員。通称「早撃ちのリーベル」。熱血漢な性格で、マリアに好意を持っている。フェイトを勝手にライバル視している。スティングの弟である。
マリアの個別エンドでは彼女に告白している。マリアとのカップルエンディングにて、実は好意を抱いていることはしっかりばれていたことが判明。それでも恋人候補として挙げられている辺り、フェイトがいなければ勝ち目はある様子。
スティング
声 - 滝知史
クォークの構成員。通称「狙撃のスティング」。弟のリーベルと違って、落ち着きのある性格をしている。マリエッタに好意を持っている。
ランカー
声 - 長克巳
クォークの旗艦ディプロの保安要員。年長者で大柄な体格をしており、妻子持ちである。欠点は酒癖が悪い事。
マリエッタ
声 - 倉田雅世
クォークの旗艦ディプロのオペレーター。リーベルに好意を持っている。マリアの個別エンディングにて、告白を敢行することにしたリーベルを諦めの目線で見守っている。
ビウィグ
声 - 森田順平
バンデーン軍指揮官。ハイダ4号星を侵略した時にソフィアとロキシを捕え、後にカルサア修練場にてフェイトと人質交換しようとした。
ヴォックス同様に死亡するが、クリア後のアナザーダンジョンでレナスの力により「狂乱のビウィグ」として復活する。
ダリア
声 - 徳光由香
ドラマCD版に登場。敏腕の薬使いの少女。ネルやクリフを行動不能にさせるほどの強力な薬品を扱っている。
ジェイナス
声 - 桐本琢也
ドラマCD版に登場。当初は強盗団の頭としてフェイト達とは敵対する関係だったが、後に共に戦うことになる。剣術の扱いに長けている。元はアーリグリフ軍「疾風」の騎士であり、軍の内情に詳しいという。

### その他のキャラクター
ルシファー・ランドベルド
声 - 藤原啓治
種族 - 不明
武器 - 大剣
男性 / 生年月日 - 3月16日 / 身長 - 不明 / 体重 - 不明
スフィア社のオーナー及び社長。エターナルスフィアの根幹部分を手がけた天才技術者でもあり、中小企業に過ぎなかったスフィア社をロストシティを牛耳るトップ企業にまで成長させた立役者。自身の生み出したエターナルスフィアの人間たちが、スフィア内の構成プログラムの書き換えを可能とする紋章技術、それを取り込んだ紋章遺伝子学を編み出したことを危険視し、エクスキューショナーを送り込んで人間たちの抹殺を図る。エターナルスフィア内にデバッグルームを構築しており、そこにフェイトたちが乗り込んできたことで戦闘となる。スフィア内での戦闘となるため、魔法などの超常的な能力を行使可能となっている。第二形態は触手のような翼がついており、その翼で攻撃してくる。
一貫してフェイトたちを「プログラムされた存在」と見なし、その生命を認めようとしなかった。更には造物主の世界に乗り込んできたことで「侵略者」としてすら捉えるようになる。フェイトたちとの戦いに敗れたことから正気を失い、エターナルスフィアを完全に削除するコマンドを実行。これはスフィア内に精神転送していたルシファー本人にとっても危険なものであったが、その後の生死および行方は描かれていない。一方、フェイトたちの世界は「エターナルスフィアというプログラム世界」という概念こそ消去されてしまったが、彼があくまで「命ある世界」の存在を否定していたため、そちらの概念の消去は実行されず存続されることになった。
神田晶の漫画版では口数も多く、他者を見下した高圧的な言動が多い。フェイトの一撃で重傷を負い、追い詰められたためエターナルスフィアをシステムごと消去しようとする。そこをマリアに銃撃され深手を負いつつも消去を実行し、ブレアと共に消息不明となっている。
ブレア・ランドベルド
声 - 鈴鹿千春
スフィア社の技術者。エターナルスフィアの銀河系部分を開発・維持しているプロジェクトチーム「アペリス」の総責任者。三人の前任者が次々と退社したため、若くしてその地位を得た。実はルシファーの妹であり、兄の方針に疑問を抱きフェイト達に協力する。ルシファーによって偽者が作られており、好戦的な言動である。
エターナルスフィア消去時の現場に巻き込まれる形となったが、ルシファーと共に消息不明となっている。
アザゼル
声 - 戸部公爾
スフィア社の保安部長。フェイトたちを「バグの部類」であると見下している。口癖は「尤（もっと）も」。ゲーム内辞書では「尊大で自分の権力に酔っているようにも見える」や「あまり人望がない」と評されている。EXダンジョンに再登場した際にはベルゼブルのことを「もやし野郎」呼ばわりしており、反りが合わない模様。
神田晶の漫画版ではブレアを裏切り者とみなし、フェイト達を始末しようとベルゼブル、ベリアルを率いて対峙。高圧的な言動で勝ち誇ったところをクリフに殴り倒された。
ベルゼブル
声 - 川中子雅人
スフィア社の重役。スフィア社を設立した前オーナーの息子。実家が資産家であるため、内心ではスフィア社やエターナルスフィアのことはどうでもいいと思っており、むしろ自分よりも先にオーナーに就任したルシファーのことを心の底では嫌っている。
初登場時はごく普通の口調だったが、EXダンジョンに再登場した際はオネエ口調になっている。また、その際の会話によれば、アザゼルより年上である。
ベリアル
声 - 宗矢樹頼
スフィア社の重役。エターナルスフィア全体の管理責任者であり、ゲーム内イベントなど様々な仕事を手がけている。アザゼル、ベルゼブルよりも人望があり、ブレア派の社員からも慕われている。
フラッド・ガーランド
ブレアの友人である少年。母親とレコダに住んでおり、フェイト達にデータの存在を教える。エターナルスフィアにはまり込んでおり、次元が違うパラレルワールドだと評している。
パフィ
シリーズに毎回登場するごん太髪の少女。フェイト達を付け狙いながら、復讐の炎を燃えたぎらせて因縁をふっかけてくる。前作同様にEXダンジョンに登場し、今作ではクリエイターとして契約が出来る。
ガブリエ・セレスタ
声 - 藤原啓治
トライエース作品恒例の隠しボス。前作では少女の姿だったが、今作では知的な男性を思わせる容姿で、大魔法「ブルーティッシュボルト」を使用する。
イセリア・クィーン
声 - 篠原恵美
トライエース作品恒例の隠しボス。ガブリエ・セレスタの分身。知的な女性を思わせる容姿で、大魔法「セレスティアルスター」を使用する。
レナス・ヴァルキュリア
声 - 冬馬由美
『ヴァルキリープロファイル』の主人公。隠しボスとして登場し、幼児体型にデフォルメされている。クリア後のスフィア社のボスの多くは彼女により召喚される。
フレイ
声 - 川村万梨阿
『ヴァルキリープロファイル』の登場人物。レナス同様、隠しボスであり、幼児体型にデフォルメされている。桁違いの能力で凶悪な強さを誇っている。
クリン
漫画オリジナルキャラクター。アーリグリフに雇われたキツネの亜人。ピエールの姉で銃の使い手。街路地でぶつかったアルベルに絡まれるが間近で見た彼の端正な顔立ちと野性的な雰囲気に一目惚れし、報酬よりもアルベルに振り向いて貰うためにフェイトの追撃など仕事を請け負っている。終戦後、クロセルに協力を仰ぐために助っ人として一時肩を並べる。必殺技は風を帯びた弾丸「ストームブレット」。
ピエール
漫画オリジナルキャラクター。アーリグリフに雇われたキツネの亜人。クリンの弟で魔獣使い。生まれつき魔獣と心を通わせる他、視覚を共有する能力を持つ。その異能故に周囲から疎まれた経験から、魔獣を大事にする反面、敵対する人間には容赦なく殺意を向ける面がある。漫画ではゲーム原作で戦うボスモンスターは全て彼の家族であり、フェイトらは仇敵である。肉親のクリンには動機に呆れつつも従順。後にその能力を買われてクロセルの説得役に選ばれ、自分が初めて家族以外に必要とされた事に閉鎖的だった心を動かし、憎しみを捨てて協力関係となって和解した。

## 舞台

### 艦船
ディプロ
反銀河連邦組織クォークの旗艦として使われている大型宇宙船。全長600m以上で重力ワープエンジンを使用し、主砲に量子魚雷や防御機構などの時空転移シールドを搭載する。星間国家軍から不正に入手した流用品を使い改造されているので、一般に流通している機動高速艦に比べると高い火力と防御力を誇っている。とはいえ、銀河連邦の正規の戦闘専用艦には及ばない。
居住性に富み、数ヶ月から数年単位での長期航行に向いていると考えられる。名義上、所有者はクリフとなっているが、彼の座を受け継いだマリアが専ら乗用している。
イーグル
クォークが保有している小型高速艦で、内部にはシャワー室があるなど最低限の居住性は確保されている。防御機構として時空転移フィールドを装備しているが、武装を持たないため戦闘は行えない。
ヴァンガード3号星へフェイトを救出に来た際にクリフとミラージュが乗船。彼を救助した直後にバンデーン軍の戦闘艦の攻撃を受け、撃墜はされなかったもののエンジンが緊急停止してしまい、エリクール2号星へ不時着してしまうことになる。
ヘルア
第7深宇宙基地に配属されている銀河連邦の輸送艦で、正式名称は「GFSS - 12372 HELRE」。全長300m以上、重力ワープエンジンを搭載。防御機構として時空転移シールドを装備。物質及び人員の輸送を目的に設計された大型宇宙船であり、ある程度の居住性がある。また、緊急時に脱出するための小型ポッドが最大乗員数よりも多く搭載されている。このポッドは成人男性一人分のサイズしかないが、約1週間の生存に必要最低な生命維持装置が搭載されている。大気圏の投入にも耐えられ、最悪の場合、生命維持が可能な惑星を検索し、そこに到達するようにもなっている。
このようなポッド搭載は連邦法によって厳しく決まっている。これは星間戦争において輸送艦が最も攻撃対象になりやすいと考えられているからであり、事実、バンデーンによって襲撃にあったヘルアは最終的に撃沈されてしまった。
ラディッシュ
銀河連邦軍が保有していた輸送艦であり、小説版の記述によるとヘルアの同型艦。宇宙暦765年に起きたアールディオン帝国との交戦する際に第17宇宙基地からの避難民を乗船させ惑星アラクへと航行していたが、追撃してきたアールディオン軍の戦闘艦に追いつかれて攻撃を受け撃沈されてしまう。
アクアエリー
銀河連邦軍の戦闘専用艦で、正式名称は「GFSS - 1024 AQUAELIE」。オースチン社により製造された。艦長はヴィスコム提督であり、彼の愛用の旗艦でもある。製造から十数年の歳月が過ぎた船であり、すでに旧式だが幾度もの改装により、最新鋭の戦艦に負けない性能を持つ。ヴィスコム提督を初めとするクルーの腕前により連邦の中で最強と呼ばれる艦の一つ。
惑星ストリームにフェイト達を降り立たせるために囮を引き受け、エクスキューショナー群と交戦。主砲であるクリエイション砲により一体エクスキューショナー（執行者）を撃破するが、残りのエクスキューショナーの攻撃により、宇宙から消滅する。
船体の素材はカーボニックネオタイド。搭載エンジンは重力ワープエンジンで、武装として主砲のクリエイション砲、副砲にフェイズキャノン、量子魚雷などを装備。防御機構として時空転移シールド2機を搭載する。
カルナス
本作ではアクアエリーに搭載されている小型艇として登場している。
ダスヴァヌ
バンデーン帝国所属の宇宙戦闘艦で艦長はビウィグ。主砲であるエリミネートキャノンをはじめ、銀河連邦の戦闘艦とはまったく異なる技術で建造されている。ロキシとフェイトの人質交換の取引の際に投入され、ディプロを追い詰めるものの駆けつけてきたアクアエリーのクリエイション砲によって撃沈される。

### 惑星
ハイダ4号星
セクターκに存在する保養惑星で、物語の最初の舞台。銀河系では有名な観光地で一般市民から著名人、そして人種問わず様々な人々が訪れている。物語序盤でバンデーン軍の攻撃を受け、惑星全土が壊滅状態に陥ってしまう。
ヴァンガード3号星
輸送船から脱出したフェイトが最初に降り立った惑星。文明レベルは地球の16世紀程度とされ未開惑星として航宙図に登録されている。
大気組成や重力は地球と同等（ただし、重力は地球の4分の3程）であり、ヒューマンタイプの人種が生活している。この星の住人で特徴的なのは、先端の尖った細長い耳であるが、同様の特徴を持つネーデ人との関連性は不明である。
エリクール2号星
ネル、アルベル、ロジャー、アドレーの出身惑星。文明レベルは地球の17世紀程度とされており、戦乱が絶えないため総人口が判明していない。南半球に二つの巨大大陸があり、北半球にはいくつかの群島があるのみとなっている。
ムーンベース / 第5宇宙基地
月の軌道上に存在する宇宙基地。フェイトの父親であるロキシの研究所が存在する。

## 用語
紋章遺伝子
「タイムゲート」が宣告した来たるべき人類の危機に対して存亡をかけた戦いを挑むためにロキシ達の子供に実験を行って付与された物。
破壊の力「ディストラクション」
フェイトが持つ能力。エターナルスフィア内の物理法則を根底から覆すことが可能。本編ではバンデーンの戦艦を光粒子に分解した。本来の用途はFD空間において自己の周りにエターナルスフィアの物理法則を適用する機能。これによって、攻撃でFD人に物理的外傷を与えることができる。
なお、天使の演出はロキシが「神に対抗できる存在」として考え出しており、フェイトは戦闘時の技「イセリアル・ブラスト」でも翼が出る。
改変の力「アルティネイション」
マリアが持つ能力。エターナルスフィア内に存在する物質を任意に変換して、FD空間上に安定させる機能。逆に言えば、エターナルスフィア内にある物質の「存在値」を変換し、その存在を不安定にできる。これによってフェイト達はFD空間で「実在」できる。
この能力で「陶器に使われた『素材』を、レーザーガンで撃っても破壊されない『素材』に変換」して見せた。
繋ぐ力「コネクション」
ソフィアが持つ能力。FD空間とエターナルスフィアを繋ぐ「タイムゲート」を利用できる機能。微妙に応用が効かない。
エクスキューショナー
ストーリー中盤で突如現れて神の断罪人を名乗り、アールディオン帝国やバンデーンなどへの攻撃を始める謎の勢力。
エターナルスフィア
ルシファーを中心にスフィア社によって開発された極めて高度なワールドシミュレーター。FD人が精神を内部のプログラム生命体に精神転送することで、仮想世界の生活を疑似体験できるゲームとしてヒット商品になっている。
外的要因及びに内部の存在の自己進化により、世界の発展が進めば進むほどFD空間との差は縮んでいる。特に内部のプログラム生命体の知性は何の遜色も無いほどに成長しており、FD人の手から離れ始めた一つの世界に近い存在になっている。
星系を単位として、エリアごとにサーバで分けられて管理されている。基本的にFD人でさえもエターナルスフィアのメンタルモデルから外れる行動は取れないが、開発者用に設置されているIDを用いることで「制限」を取り外し、本来は取れない行動を取ることが出来る。
なお、紋章術の紋章とはエターナルスフィアを構成するプログラム言語であり、紋章術によって起きる現象はエターナルスフィアの構成プログラムを書き換えることにより起こる事象である。上述の紋章遺伝子も基本的にこれと同様だが、極めて高度。
FD空間
高度に構築された仮想世界・エターナルスフィアと対比しており、基底現実はこのように呼ばれている。FD人にとってはエターナルスフィアに接続するなど「娯楽」が生活の主体となっており、スフィア社員等のように「労働」をすることは厳しく制限されている。
ID（Intervente Device）
エターナルスフィアを管理するために各星系に設置されているオーパーツ。フェイト達はこれを利用して、エターナルスフィア内で「制限」されていることを「可能」にした。

## スターオーシャン Till the End of Time ディレクターズカット
2004年1月22日に『スターオーシャン Till the End of Time ディレクターズカット』（スターオーシャン ティル ジ エンド オブ タイム ディレクターズカット、STAR OCEAN: Till the End of Time DIRECTOR’S CUT）というタイトルで発売された。略称は「SO3DC」。ディスクが2枚になり、容量が増えたため、オリジナルで出来なかった様々な要素が追加および変更がある。

### システムの変更点
- 仲間キャラクターとしてミラージュと完全な新キャラクターのアドレーが追加され、パーティが最大6人から8人に増えた。スフレ、ネル、ロジャー、アルベルから2人を選んで仲間にするのは通常版と同様。
- 新しく2つのダンジョンとそこに出現する敵や音楽が追加された。
- 対戦モードが追加された。
- キャンセルボーナスが追加された（前述）。
- 大攻撃のバトルスキル使用時の消費HP（MP）は、通常版だと固定値だったが、最大HPに対する割合で消費するよう変更された。
- 一部のバトルスキルと紋章術の効果や仕様が一部変更された。
- フェイト、マリア、ネルがレベルアップで紋章術を習得するようになった（ソフィアはほぼ全ての紋章術を小および大に関わらずセットできる等、バランスの調整がされている）。
- 一部のアイテムの説明や効果が変更され、通常版であまり上げられなかったINT等の能力が強化可能に。
- 「破壊確率○%の武器が破壊されない」などのバグが修正された。
- バトルコレクションの内容が一部変更された。また、達成率による特典が追加・変更された。
- 宝箱の中身などが変更されている。

## スタッフ
- ゲームデザイン - 則本真樹
- プランナー - 小川浩
- フィールドプログラム - 植木茂
- 戦闘プログラム - 北尾雄一郎
- サウンドディレクター - 初芝弘也
- ミュージックコンポーザー - 桜庭統
- キャラクターデザイン - 佐藤淳
- 技術プログラム、シナリオ原案、ディレクター - 五反田義治
- プロデューサー - 山岸功典

## 主題歌
『飛び方を忘れた小さな鳥』
歌 - MISIA
実際にゲームに用いられたオーケストラ伴奏の「飛び方を忘れた小さな鳥 -STAR OCEAN VERSION-」は11枚目のシングル「BACK BLOCKS」に収録されており、4th album『KISS IN THE SKY』にも収録されている。

## 関連商品

### 和書
- 攻略本
  - スターオーシャン Till the End of Time 公式ガイドブック ファーストエディション（ISBN 4-7575-0830-1）
  - スターオーシャン Till the End of Time 公式ガイドブック ファイナルエディション（ISBN 4-7575-0932-4）
  - スターオーシャン Till the End of Time ファイナルガイド（ISBN 4-7577-1491-2）
  - スターオーシャン Till the End of Time 惑星探検ガイド（ISBN 4-06-339674-6）
  - スターオーシャン Till the End of Time ザ・マスターガイド（ISBN 4-8402-2288-6）
  - スターオーシャン Till the End of Time のあるきかた（ISBN 4-7575-1063-2）
  - スターオーシャン Till the End of Time ディレクターズカット ファイナルガイド（ISBN 4-7577-1860-8）
- 公式資料集
  - スターオーシャン Till the End of Time 公式設定資料集 ETERNAL MATERIALS（DVD-VIDEO付き）（ISBN 4-7575-1043-8）
- 漫画
  - スターオーシャン Till the End of Time
作画：神田晶 月刊少年ガンガン連載 全7巻
- CDコレクション
  - スターオーシャン Till the End of Time vol.1 新しき風の凱歌
作画：神田晶
- 小説
  - スターオーシャン Till the End of Time side1 惑星ハイダ〜エリクール2号星（ISBN 4-7575-0987-1）
  - スターオーシャン Till the End of Time side2 王都アーリグリフ-聖王都シランド（ISBN 4-7575-1020-9）
  - スターオーシャン Till the End of Time side3 バンデーン襲来〜タイムゲート（ISBN 4-7575-1067-5）
  - スターオーシャン Till the End of Time side4 final（ISBN 4-7575-1160-4）
  - スターオーシャン Till the End of Time Special Side DIRECTOR'S CUT（ISBN 4-7575-1292-9）

いずれも著：北原尚彦、side1,2,3,4：エニックス文庫、Special Side：スクウェア・エニックス文庫
- テーブルトークRPG
  - スターオーシャン Till the End of Time TRPG（ISBN 4-7575-1001-2）

アトリエサードから出版されたテーブルトークRPG。ゲームデザインは松本富之が担当している。

### 音楽
- スターオーシャン Till the End of Time オリジナルサウンドトラック Vol.1
- スターオーシャン Till the End of Time オリジナルサウンドトラック Vol.2
- スターオーシャン Till the End of Time アレンジアルバム
- スターオーシャン Till the End of Time ボイスミックスアルバム
- スターオーシャン Till the End of Time ディレクターズカット オリジナルサウンドトラック